# 秋山豊子
秋山 豊子（あきやま とよこ）は、日本の生物学者。慶應義塾大学教授。専門は分子生物学、色素細胞学。

## 来歴・人物
1974年、埼玉大学理工学部生化学科卒業。1976年、筑波大学大学院理学研究科修士課程修了。1977年、筑波大学大学院生物科学研究科博士課程中退。理学博士（筑波大学）。論文の題は「Studies on the mechanisms of pigment translocation in fish chromatophores(魚類色素細胞の色素顕粒運動機構に関する研究)」。  
1977年に慶應義塾大学法学部助手、1988年、慶應義塾大学法学部専任講師、1991年、慶應義塾大学法学部助教授を経て、1997年より慶應義塾大学法学部教授となる。

## 著書・論文

### 著書
- 『“生きている”ってどういうこと？ 生命のしくみを探る生物学』（種田保穂・秋山豊子・共著）、培風館、2006年
- 「色素異常症の動物モデルとしての鳥類色素変種」（『色素細胞』第14章、慶應義塾大学出版会、2001年）

### 論文
- 「一貫校連携による立科山荘夏期総合野外実習『慶應義塾空を観るプロジェクト  -宇宙と気象への理解と夢をはぐくむ』実施報告」（共著）（『慶應義塾大学日吉紀要 自然科学』 (55), 59-87, 2014年）
- 「一貫校連携による立科山荘夏期野外実習  -『慶應義塾夏の学校2012』立科野外調査」（共著）（『慶應義塾大学日吉紀要 自然科学』 (53), 61-87, 2013年）
- 「発光バクテリアを用いた実習プログラムの開発」（共著）（『慶應義塾大学日吉紀要 自然科学』 (52), 79-88, 2012年）
- 「DNA『二重らせん』の光と影  -ロザリンド・フランクリンを取り巻く人々」（『教養論叢』 (133), 89-117, 2012年）
- 「大学紀要自然科学編50号に寄せて  -未来への希望を託して」（『慶應義塾大学日吉紀要 自然科学』 (50), 1-2, 2011年）
- 「中・高・大学生、教員の連携による宿泊形式の環境教育とフィンランド中高生との環境問題を中心とした交流」（共著）（『日本理科教育学会全国大会要項』 (61), 180, 2011年）
- 「西表島野外実習報告 (3) 未来先導基金公募プログラム -野外に飛び出せフィールドワーク 『慶應義塾夏の学校 2009』の取り組みとして -亜熱帯生物圏に於ける生物多様性の観察と環境問題」（共著）（『慶應義塾大学日吉紀要 自然科学』 (47), 83-110, 2010年）
- 「一貫校合同による夏期臨海実習 (3) 中・高・大学生の連携のモデルケースとして」（共著）（『慶應義塾大学日吉紀要 自然科学』 (47), 63-81, 2010年）
- 「中・高・大連携による夏期臨海実習  -異学年協力による教育効果について」（共著）（『日本理科教育学会全国大会要項』 (59), 224, 2009年）
- 「西表島実験授業報告 (2) 未来先導基金公募プログラム -野外に飛び出せ フィールドワーク『慶應義塾 夏の学校』の取り組みとして」（共著）（『慶應義塾大学日吉紀要 自然科学』 (45), 31-53, 2009年）
- 「一貫校合同による夏期臨海実習 (2) 中・高・大学生の連携の効果」（共著）（『慶應義塾大学日吉紀要 自然科学』 (45), 15-29, 2009年）
- 「西表島実験授業報告 -『自然科学科目の新しい取り組み』として」（共著）（『慶應義塾大学日吉紀要 自然科学』 (43), 13-38, 2008年）
- 「一貫校合同による夏期臨海実習 -生物学フィールドワークの新しい試み」（共著）（『慶應義塾大学日吉紀要 自然科学』 (43), 39-61, 2008年）
- 「一貫校の連続性を活かす授業プログラムの開発Ⅱ  -異なる学校段階間による合同生物臨海実習」（共著）（『日本理科教育学会全国大会要項』 (57), 274, 2007年）
- 「一貫校の連続性を活かす生物実習プログラムの提案」（共著）（『日本科学教育学会研究会研究報告』 21(5), 69-72, 2007年）
- 「酸性雨と大気汚染調査 -生物学実習プログラムへの導入」（共著）（『慶應義塾大学日吉紀要 自然科学』 (41), 15-26, 2007年）
- 「一貫校の連続性を活かす授業プログラムの開発Ⅰ  -ショウジョウバエを用いた遺伝・遺伝子の理解」（共著）（『日本理科教育学会全国大会要項』 (56), 316, 2006年）
- 「一貫校から文系学部学生の理科科目における理解と現状」（共著）（『慶應義塾大学日吉紀要 自然科学』 (39), 81-92, 2006年）
- 「金魚の黒色素胞の分化と移動に関する免疫組織化学的研究」（共著）（『慶應義塾大学日吉紀要 自然科学』 (39), 1-20, 2006年）
- 「一貫校における理科教育」（共著）（『日本理科教育学会全国大会要項』 (55), 192, 2005年）
- 「動物の体色発現と紋様形成の仕組み (1) 色素細胞の発生における遺伝子制御と数学モデル -『色と紋様の総合科学』共同研究報告」（共著）（『慶應義塾大学日吉紀要 自然科学』 (37), 73-94, 2005年）
- 「ウコッケイのhyper melanizationにおけるエンドセリン・エンドセリン受容体の関与」（『慶應義塾大学日吉紀要 自然科学』, 37/, 61-72, 2005年）
- 「文系学生を対象とした臨海実習」（共著）（慶應義塾大学日吉紀要 自然科学 (38), 11-23, 2005年）
- 「動物の体色発現と紋様形成の仕組みⅠ―色素細胞の発生における遺伝子制御と数学モデル」（「色と紋様の総合科学」共同研究報告、『慶應義塾大学日吉紀要 自然科学』, 37/, 73-94, 2005年）
- 「ウコッケイの体内メラニン参生の機構解析―増殖因子と受容体の関係」（第75回日本動物学会年次大会、2004年）
- 「系統の異なるニワトリ間での胚発生におけるエンドセリンとその受容体の発現」（第12回ヨーロッパ色素細胞学会年次大会、2004年）
- 「バリアフリーをめざした模擬授業と公開講座」（共著）（『慶応義塾大学日吉紀要 自然科学』 (34), 53-70, 2003年）
- 「自然科学分野におけるWebアクセシビリティ」（『慶應義塾大学日吉紀要 自然科学』, 32/, 79-92, 2002年）
- 「バリアフリー体験授業」（『慶応義塾大学日吉紀要 自然科学』 (31), 19-30, 2002年）
- 「劣性不完全アルビノ(c/c)ニワトリの分子遺伝学的解析」（日本動物学会, supplement, 18/, 2001年）
- 「ウコッケイにおける神秘性メラノサイトの挙動と微細構造」（日本動物学会, supplement, 18/, 2001年）
- Endothelin recepter cDNA cloning from melanophores of Medaka fish, Oryzias latipes (Pigment Cell Research, International Federation of Pigment Cell Society, 13/3, 2000)
- Analysis of Endothelin recepter expression in Medaka Fish Pigment Cells using the specific anti bodies (Pigment Cell Research, International Federation of pigment Cell Society, 13/5, 2000)
- 「アルビノ・ニワトリ細胞に遺伝子導入されたマウス・チロシナ-ゼ遺伝子はどう働くか? (3) in vitroとin vivoにおけるウイルス感染とその遺伝子発現の検定」（『慶応義塾大学日吉紀要 自然科学』 (21), 1-14, 1997年）
- 「私の研究遍歴 -その始まりといま」（『教養論叢』 100, 104-105, 1995年）
- 「アルビノ・ニワトリ細胞に遺伝子導入されたマウス・チロシナ-ゼはどう働くか? (2) プロウイルスのトランスフェクションとレトロウイルスの産生」（『慶応義塾大学日吉紀要 自然科学』 (16), p1-11, 1994年）
- 「アルビノ・ニワトリ細胞に遺伝子導入されたマウス・チロシナ-ゼ遺伝子はどう働くか? (1) 遺伝子導入のためのベクタ-ウイルスの構築」（『慶応義塾大学日吉紀要 自然科学』 (15), p1-15, 1994年）
- 「蛋白質の多形とその機能 -特にアクチンisoformを中心に」（『慶応義塾大学日吉紀要 自然科学』 (5), p25-36, 1988年）
- 「キンギョレンズクリスタリンのペプチド組成と免疫学的反応性」（『慶応義塾大学日吉紀要 自然科学』 (1), p26-41, 1985年）
- 「微量注入法による赤色素胞内顆粒運動とアクチンとの関連の解析」（共著）（『動物学雑誌』 91(4), 596, 1982年）
- 「免疫電顕法による剣尾魚赤色素胞内のアクチンの分布と顆粒運動」（共著）（『動物学雑誌』 90(4), 534, 1981年）
- 「剣尾魚赤色素胞の顆粒運動に見られる二型のアクチンフィラメント」（共著）（『動物学雑誌』 88(4), 537, 1979年）
- 「剣尾魚赤色素胞にみられるアクチン様蛋白質と色素顆粒運動」（共著）（『動物学雑誌』 87(4), 393, 1978年）
- 「剣尾魚赤色素胞の色素移動に伴う細胞表面構造と内部微細構造の変化」（共著）（『動物学雑誌』 86(4), 489, 1977年）
- 「アミノ酸欠如合成培地で培養したテトラヒメナにおけるDNA polymeraseの存在状態について」（共著）（『動物学雑誌』 85(4), 411, 1976年）
- 「テトラヒメナのアミノ酸欠如培養で誘導されるDNAポリメラーゼ活性消失の解析」（共著）（『動物学雑誌』 84(4), 439, 1975年）